# Glomus coronatum
Glomus coronatum är en svampart som beskrevs av Giovann. 1991. Glomus coronatum ingår i släktet Glomus och familjen Glomeraceae.   Inga underarter finns listade i Catalogue of Life.